# Église Saint-Genès de Châteaumeillant
L'église Saint-Genès est une église catholique située sur la commune de Châteaumeillant, dans le département du Cher, en France.
L'édifice est classé au titre des monuments historiques par la liste de 1862.

## Localisation
L'église est située dans la partie orientale de la ville, le long de l'ancienne route de Montluçon à La Châtre (D943E, rue Saint-Genest) et au nord de celle-ci, à l'écart du centre ville établi sur la butte du château. Anciennement, pour se rendre à l'église, qui se trouvait dans le faubourg Saint-Genès, il fallait sortir de la ville close vers l'est, par la porte Saint-Sylvain.

## Historique

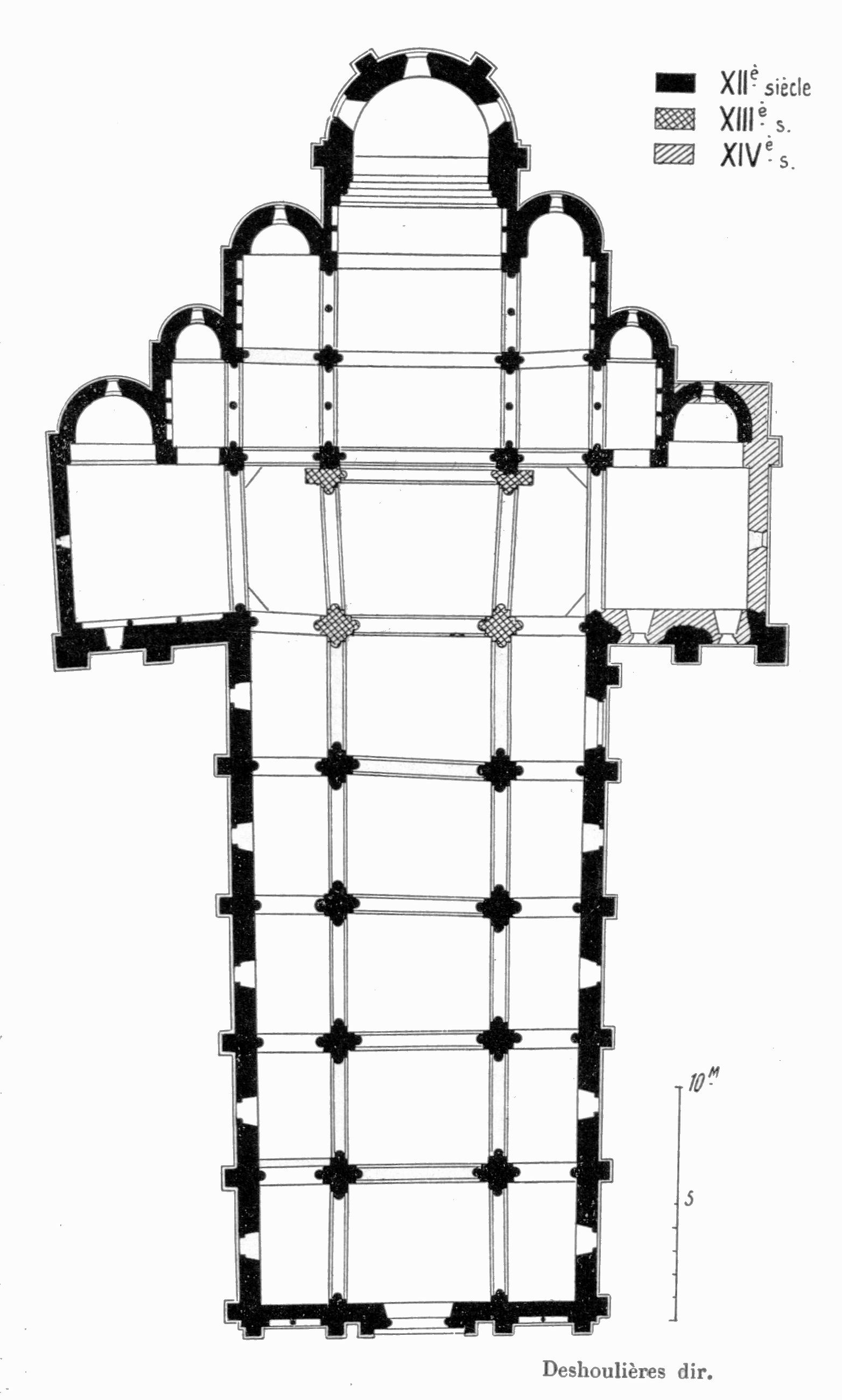
Plan de l'église par François Deshoulières (Congrès Archéologique de France à Bourges, en 1931).

L'église a peut-être succédé à un ouvrage plus ancien comme semble le montrer la dédicace à saint Étienne et des dispositions en plan irrégulières qui peuvent être dues à son adaptation à un sol encombré. Elle est édifiée sur les modèles de Cluny II (chœur, fin XIe siècle, début XIIe siècle) et de Cluny III (nef, 2e quart du XIIe siècle), suivant ce qu'Eugène Lefèvre-Pontalis avait appelé plan bénédictin, en 1912. On le retrouve à l'abbaye de Saint-Sever, dans les Landes, il existait dans le plan primitif de la priorale de La Charité-sur-Loire, en Angleterre, à l'abbaye Sainte-Marie d'York et à la cathédrale de St Albans. Il se caractérise par un ouvrage d'une grande ampleur avec une nef de cinq travées avec collatéraux, un transept très saillant permettant de placer un chœur important terminé par une abside semi-circulaire et six absidioles, trois de chaque côté, de profondeur décroissante. La construction montre une grande homogénéité.
L'église, qui fut dès l'origine l'église paroissiale de Châteaumeillant, dépendait de l'abbaye bénédictine de Déols, comme le prieuré Saint-Étienne qui la jouxtait.
L'église est endommagée par l'incendie de la ville en 1152 au cours des luttes entre Louis VII et Ebbes ou Abbo II de Déols (1112-1160), seigneur de Châteaumeillant, qui tenait pour Henri Plantagenêt. L'effondrement du clocher-tour a peut-être été dû à cet incendie. Dans sa chute, il a entraîné la ruine d'une partie du bras sud du transept qui a dû être reconstruit avec des voûtes d'ogives. L'élévation de la nef a été modifiée, en particulier dans la cinquième travée située à côté de la croisée du transept où se trouvent des chapiteaux à crochets sur les piles orientales qui permettent de la dater du début du XIIIe siècle. Cette modification est peut-être faite à la suite de l'incendie qui aurait conduit à abandonner le couvrement en berceau de pierre pour un berceau en charpente. Les ouvertures ont été réalisées plus haut. Les bas-côtés avaient été voûtés de pierre avec des berceaux en quart de cercle pour reprendre la poussée des voûtes de la nef, reprenant une solution adoptée en Auvergne ; François Deshoulières fait remarquer que l'appui de la voûte sur le mur du vaisseau central aurait été trop bas pour reprendre efficacement la poussée de la voûte de la nef centrale.
En 1569, au début des guerres de religion, les Huguenots incendient les bâtiments. De nombreuses restaurations ont suivi cet incendie. 
L'église Saint-Étienne prend au XVIIe siècle la patronage de Genès, un saint qui aurait subi le martyre à cet endroit.
Pendant la Révolution française, en 1793, le clocher est détruit et les deux cloches sont fondues pour en faire des canons. L'église devient un temple de la Raison. Après la réouverture de l'église, on réalise un beffroi en bois en coupant la pointe haute du fronton de la façade comme le montre un dessin daté de 1802. Une nouvelle cloche est bénite en 1805.
En 1857, le pignon de la façade est abattu pour réaliser le clocher actuel. L'église est classée Monument historique en 1862. Une deuxième cloche est installée en 1874, puis deux autres cloches sont bénites en 1887. Des vitraux ont été mis en place en 1866. Des travaux de restauration de l'église sont entrepris en 1889. La voûte de la croisée du transept a été détruite pendant ces travaux.
L'autel de Pierre Sabbatier en laiton repoussé est mis en place en 1989. La voûte de la nef est refaite en chêne. En 1993, pose de vitraux réalisés par Jean Mauret. Les marches de l'entrée principale sont refaites en 2002.

## Description
L'église est bâtie en grès rose de Saulzais-le-Potier.
Dans l'église, on observe la disposition échelonnée, en retrait les unes par rapport aux autres, des six chapelles absidiales, orientées parallèlement au chœur lui-même, qui caractérise le plan d'une abbatiale bénédictine. Les colonnes de l'abside et des six absidioles sont surmontées de chapiteaux aux motifs variés : feuillages, animaux fantastiques, masques, personnages.

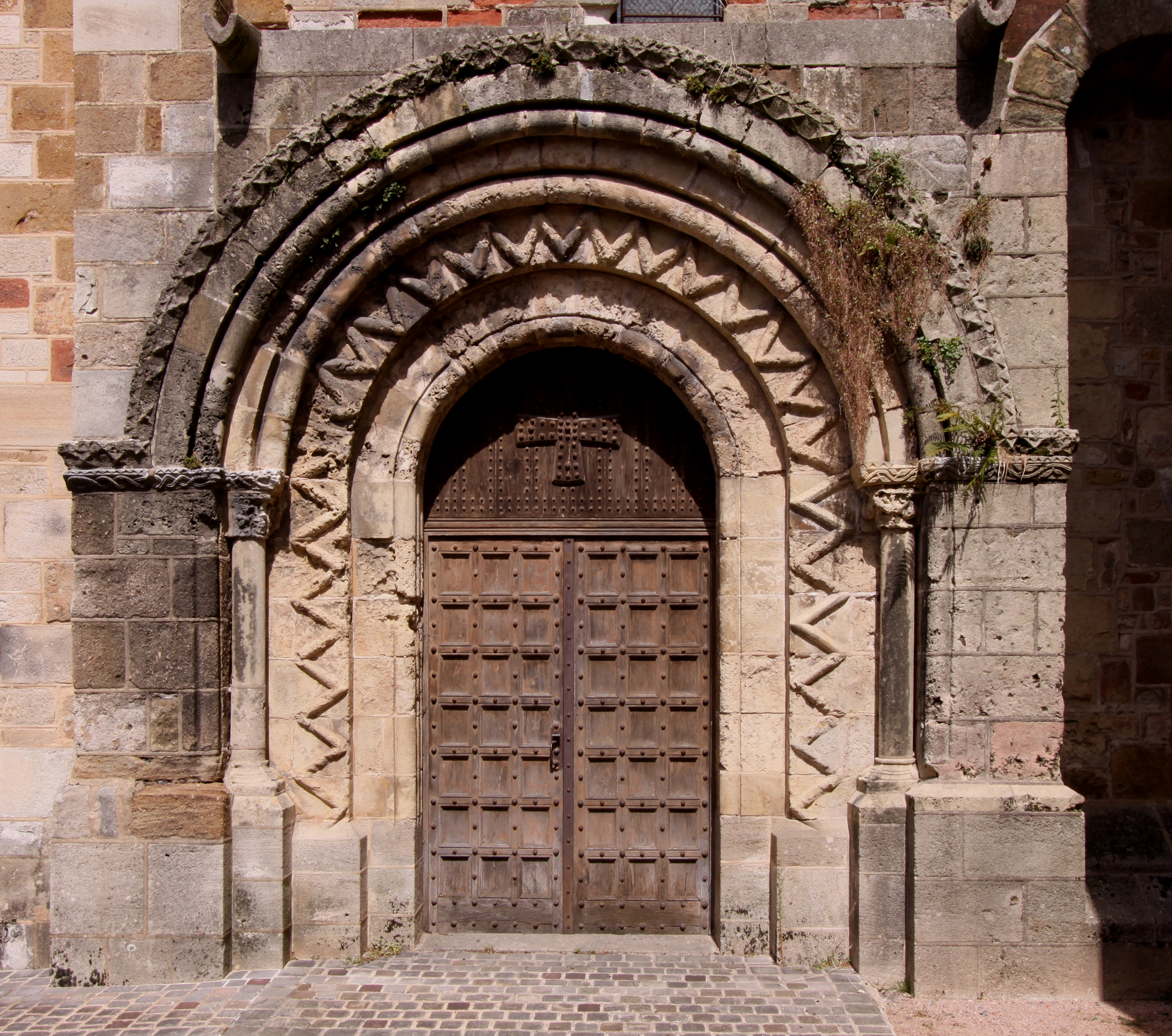
Portail sud de la nef
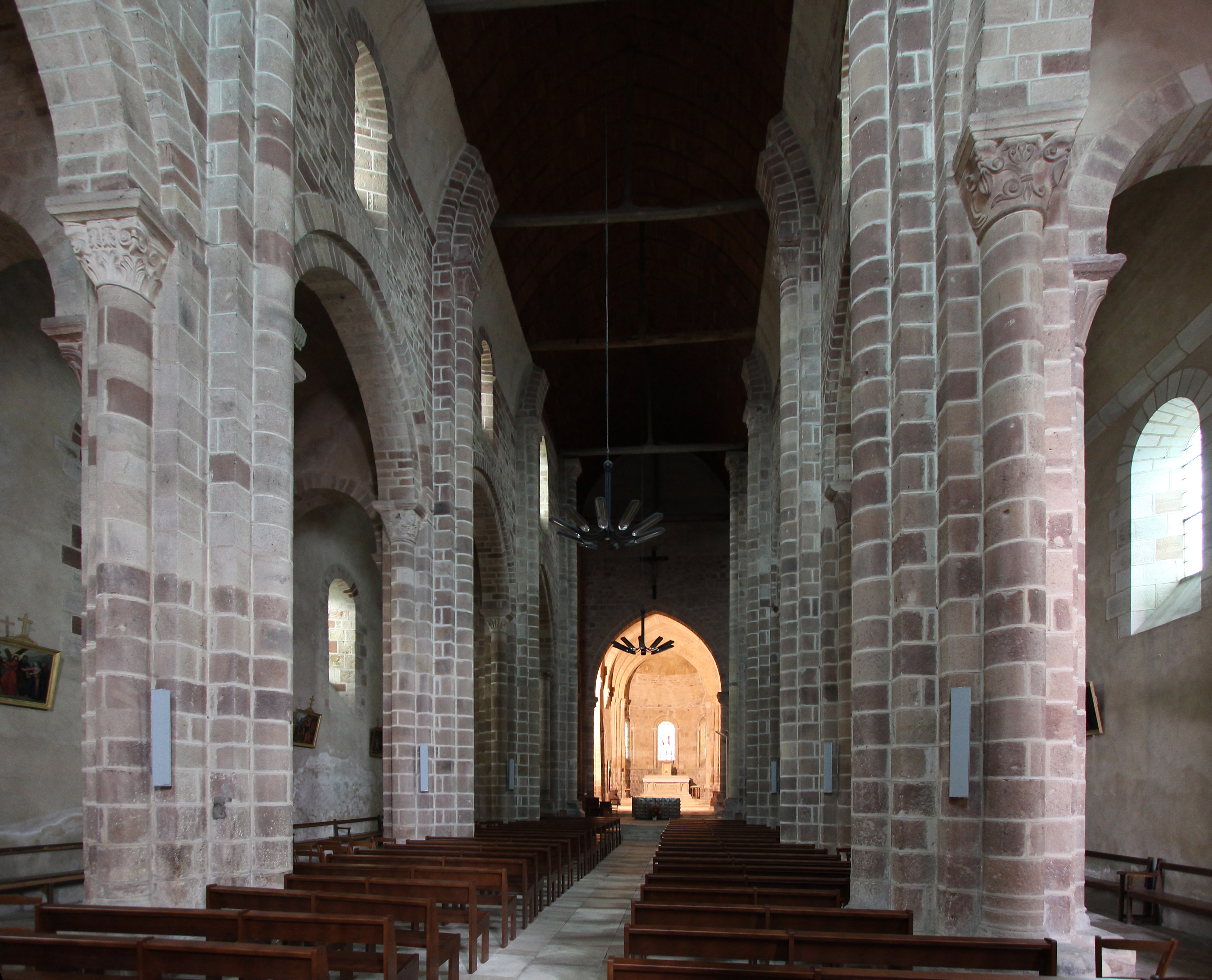
Vaisseau central
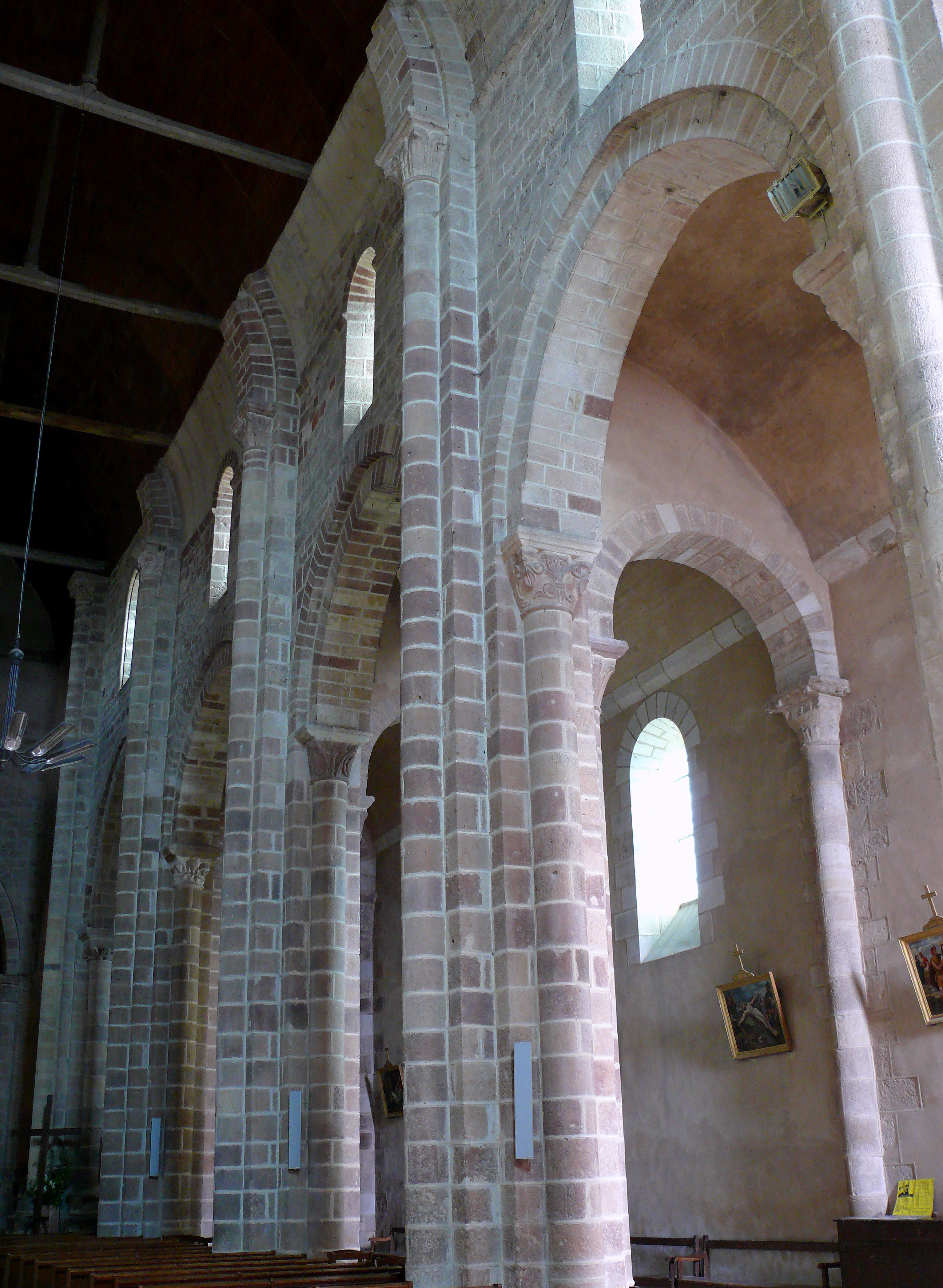
Élévation de la nef et du bas-côté méridional
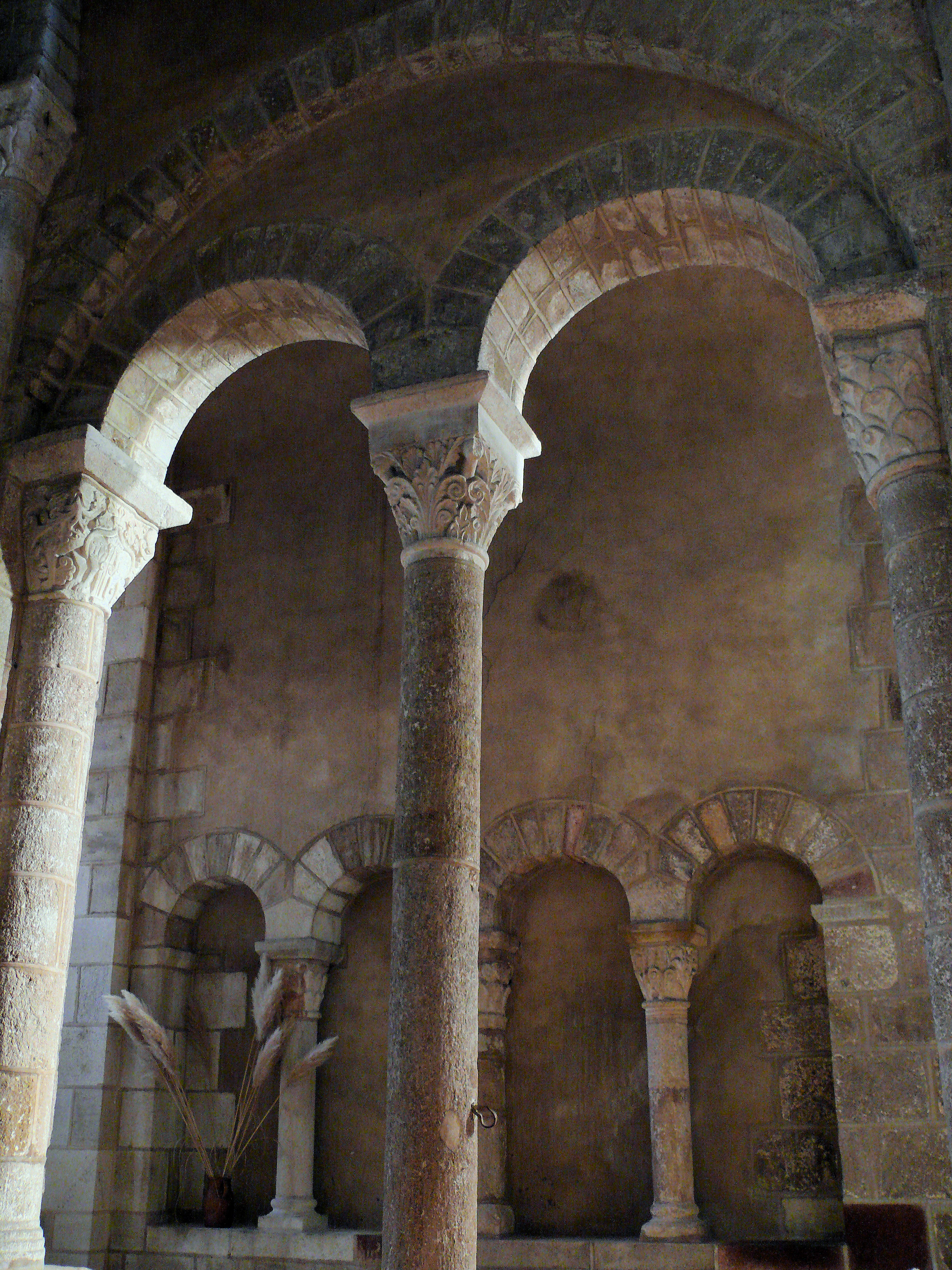
Arcature entre le chœur et une absidiole méridionale
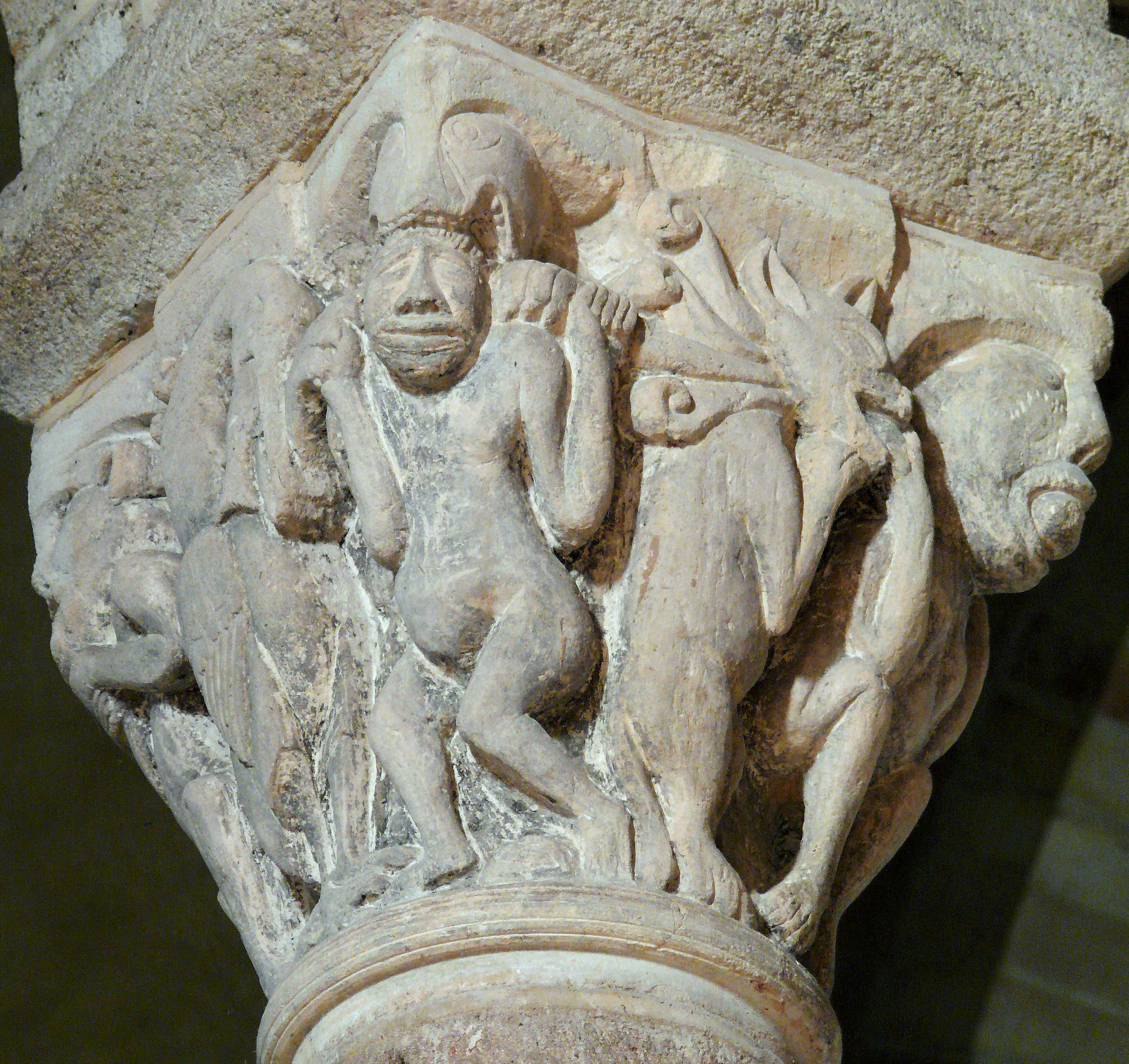
Chapiteau

Dimensions de l'église
- longueur totale dans œuvre : 52 m.
- largeur moyenne dans œuvre (nef et bas-côtés) : 13,50 m.
- largeur de la nef dans œuvre : 5,50 m.
- hauteur à la clef des grandes arcades de la nef : 8,20 m.
- longueur du transept dans œuvre : 28 m.
- hauteur à la clef de l'arc d'entrée du chœur : 9,30 m.